# Odomau
Odomau (Odamau, Oromau) ist ein osttimoresischer Suco im Verwaltungsamt Maliana (Gemeinde Bobonaro).

## Geographie

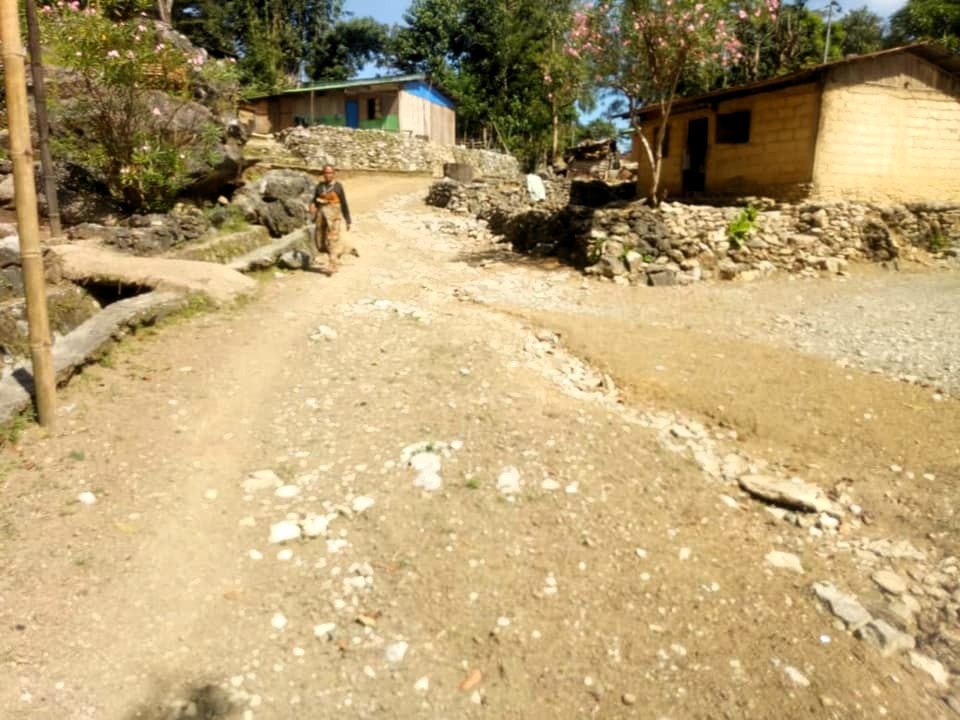
In einer Siedlung in der Aldeia Anahun (2022)

Der Suco Odomau teilt sich in drei voneinander getrennten Gebieten. Im Nordwesten Malianas liegt das Hauptterritorium. Im Südwesten grenzt Odomau hier an den Suco Tapo/Memo. Hier bildet der Sosso, ein Nebenfluss des Nunuras die Grenze. Südlich liegt der Suco Lahomea, südöstlich der Suco Holsa, östlich der Suco Raifun und nordöstlich und nördlich der Suco Ritabou. In der Südostspitze befindet sich die Aldeia Rai Maten, den Rest des Westterritoriums nimmt die Aldeia Guenuha’an ein. In ihr liegen die Orte Utedai und Ramaskora, Malianas Stadtteil Rai Maten und ein Teil des Stadtteils Guenuha’an. Der Sitz des Sucos Odomau befindet sich in diesem Stadtteil, allerdings auf der Seite des Sucos Lahomea.
Nur durch einen schmalen Streifen getrennt, liegt südlich der Aldeia Rai Maten die Aldeia Rocon, als eine vom Suco Holsa umschlossene Enklave. Hier befindet sich der südliche Stadtteil Malianas Rocon.
An der Südostgrenze des Verwaltungsamtes Maliana liegt mit der Aldeia Anahun das dritte Territorium Odomaus. Es grenzt im Norden und Osten an den Suco Raifun, im Südosten an den Suco Oeleo, im Südwesten an den Suco Tapo/Memo und im Westen an den Suco Lahomea. In Anahun befinden sich die Orte Chatal, Anahun, Hali-Mesak, Lakhatil (Lakatil) und Odomau Foho. In den Süden reicht der Gebirgszug des Lolo Tumisiris in Odomau hinein.
Odomau hat eine Gesamtfläche von 14,41 km².
In Rai Maten befinden sich die protestantische Kirche Hosana und neben ihr die Baustelle für Malianas katholische Herz-Jesu-Kathedrale. Auch Anahun hat eine Kapelle. Außerdem steht hier eine Grundschule.

## Einwohner
Im Suco leben 3.668 Menschen (2022), davon sind 1.855 Männer und 1.813 Frauen. 2.858 von ihnen wohnen in einer urbanen Umgebung, 810 im ländlichen Teil des Sucos. Im Suco gibt es 668 Haushalte. Etwa 85 % der Einwohner geben Tetum Prasa als ihre Muttersprache an. Etwa 10 % sprechen Kemak, weniger als 5 % Bunak und eine kleine Minderheit Tetum Terik.

## Geschichte

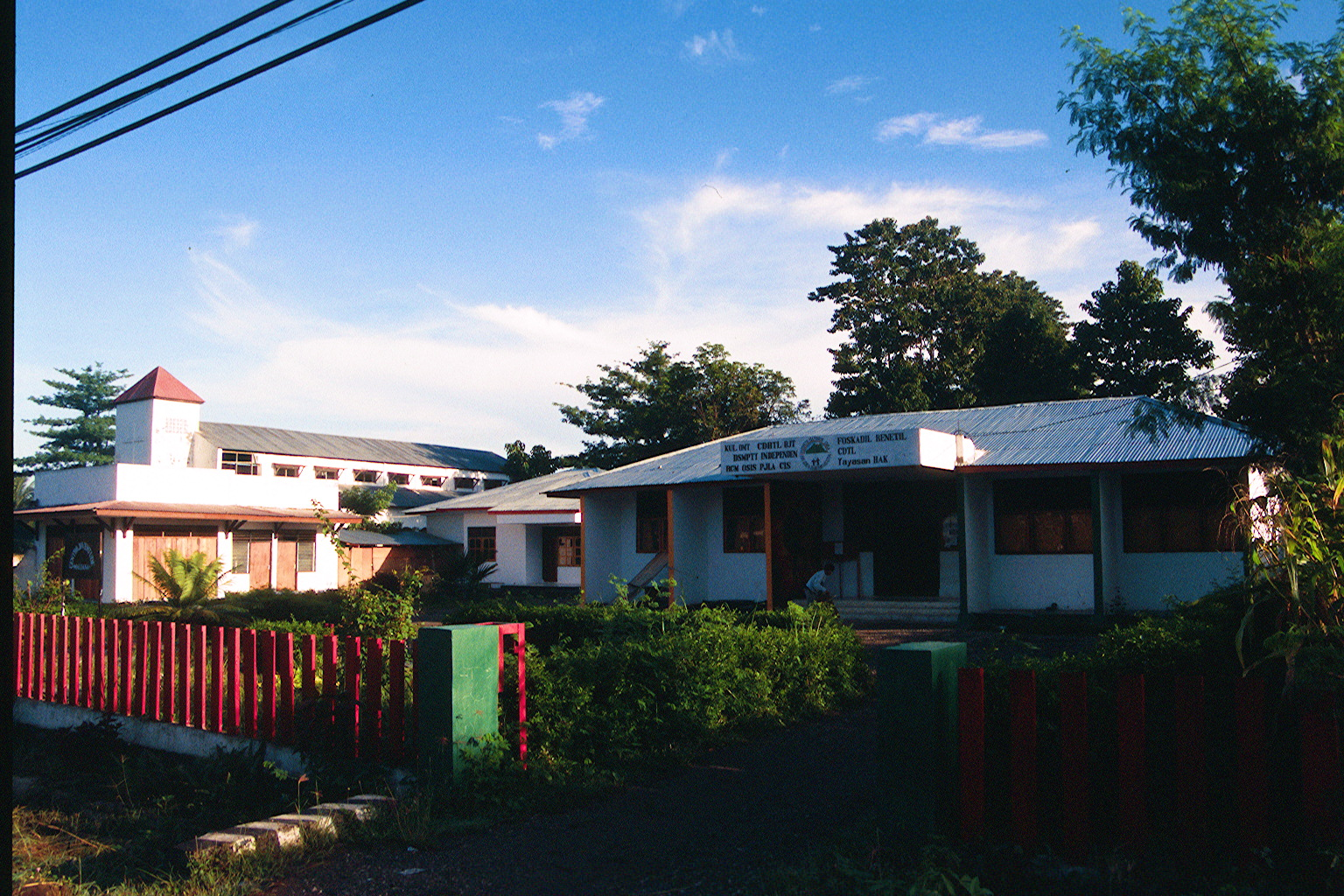
Blick auf die Evangelische Kirche von Maliana und das Büro der Unabhängigkeitsbewegung (2002). Auf dem Gelände des Büros entsteht die neue Kathedrale von Maliana.

Während des Bürgerkrieges zwischen FRETILIN und UDT 1975 flohen die Einwohner Odomaus in das indonesische Westtimor und blieben dort neun Monate als Flüchtlinge.
Am 9. September 1999 wurden während der Unruhen im Umfeld des Unabhängigkeitsreferendums in Osttimor die Unabhängigkeitsbefürworter Avelino Tilman und Victor dos Santos in Odomau von indonesischen Soldaten und pro-indonesischen Milizionären ermordet. Francisco Teresão und Lemos Guterres wurden in Rocon ermordet.

## Politik
Bei den Wahlen von 2004/2005 wurde Salomão da Cruz zum Chefe de Suco gewählt und 2009 in seinem Amt bestätigt. Bei den Wahlen 2016 gewann Cirilio Moniz Cirio-Bere. Er wurde 2023 wiedergewählt.